# Barbara Nita-Światłowska
Barbara Ewa Nita Światłowska (ur. 14 marca 1970 w Krakowie) – polski prawnik, karnista, nauczyciel akademicki, specjalistka w zakresie prawa karnego i postępowania karnego, sędzia Sądu Apelacyjnego w Krakowie, doktor habilitowany, profesor nadzwyczajny Uniwersytetu Ekonomicznego w Krakowie, kierownik Katedry Prawa Karnego.

## Życiorys
W 1993 r. ukończyła studia na Wydziale Prawa i Administracji UJ. Na tej uczelni od 1993 r. kontynuowała kształcenie na studiach doktoranckich oraz uzyskała tam również stopień naukowy doktora habilitowanego. Następnie odbywała aplikację przy ówczesnym Sądzie Wojewódzkim w Krakowie, we wrześniu 1995 r. zdała egzamin sędziowski z wynikiem bardzo dobrym, a następnie w marcu 1997 egzaminy uzupełniający na radcę prawnego przy Okręgowej Izbie Radców Prawnych w Krakowie. Od 1996 zatrudniona jako asystent w Katedrze Postępowania Karnego UJ, a po uzyskaniu doktoratu w okresie od 2000 do 2002 została zatrudniona jako adiunkt w tej samej jednostce. Następnie od marca 2001 r. pracowała jako asystent sędziego Wojciecha Hermelińskiego w Trybunale Konstytucyjnym oraz jako ekspert w Biurze Trybunału Konstytucyjnego. W okresie od 1 października 2002 r. do 30 września 2011 r. pracowała na UEK w Katedrze Prawa na stanowisku adiunkta. 7 maja 2015 r. została powołana przez Prezydenta RP Bronisława Komorowskiego na stanowisko Sądu Apelacyjnego w Krakowie do orzekania w wydziale karnym. Od 2016 r. ponownie pracuje jako pracownik naukowo-dydaktycznym na UEK w Instytucie Prawa, a następnie (od 1 października 2019 r. w Kolegium Ekonomii, Finansów i Prawa) i aktualnie zajmuje stanowisko kierownika w Katedrze Prawa Karnego. Odznaczona w 2011 Medalem Komisji Edukacji Narodowej.

## Działalność naukowa
W czerwcu 1998 r. uzyskała stopień doktora na podstawie dysertacji „Orzekanie polskiego Trybunału Konstytucyjnego i niemieckiego Związkowego Sądu Konstytucyjnego w sprawach karnych” (promotor – Stanisław Waltoś). 19 kwietnia 2010 r. uzyskała stopień doktora habilitowanego na podstawie rozprawy habilitacyjnej pod tytułem „Postępowanie karne przeciwko podmiotom zbiorowym. Rozważania na tle prawnoporównawczym z uwzględnieniem perspektywy konstytucyjnej i międzynarodowej oraz powinności wynikających z członkostwa Polski w Unii Europejskiej”. W 2011 r. została profesorem nadzwyczajnym w Uczelni Łazarskiego w Warszawie. Stypendystka w Instytucie Zagranicznego i Międzynarodowego Prawa Karnego im. Maxa Plancka we Fryburgu Bryzgowijskim. Przedmiotem jej zainteresowań jest prawo karne materialne i procesowe, zwłaszcza w związku z prawem konstytucyjnym oraz standardem wynikającym z orzecznictwa Europejskiego Trybunału Praw Człowieka w Strasburgu oraz Trybunału Sprawiedliwości Unii Europejskiej, a w szczególności tematyka europejskiego prawa karnego i to zarówno od strony materialnoprawnej, jak procesowej (współpraca międzynarodowa w sprawach karnych realizowana zarówno na podstawie przepisów Kodeksu postępowania karnego implementujących decyzje ramowe oraz dyrektywy unijne, jak i w oparciu o tradycyjne mechanizmy współpracy, tj. jedno- i wielostronne umowy międzynarodowe oraz stosowanie kodeksu postępowania karnego w toku współpracy międzynarodowej). Wielokrotnie prowadziła wykłady na studiach podyplomowych oraz zajęciach dla aplikantów oraz jako wykładowca w Krajowej Szkole Sądownictwa i Prokuratury. Członek Komisji Prawniczej Polskiej Akademii Umiejętności.

## Wybrane publikacje
Autorka bądź współautorka ponad 100 publikacji z różnych dziedzin prawa karnego, postępowania karnego, prawa i postępowania wykroczeń, prawa karnego skarbowego
- Trybunał Konstytucyjny a proces karny, wyd. Zakamycze 1999
- Postępowanie karne przeciwko podmiotom zbiorowym. Rozważania na tle prawnoporównawczym z uwzględnieniem perspektywy konstytucyjnej i międzynarodowej oraz powinności wynikających z członkostwa Polski w Unii Europejskiej, wyd. Arche, Sopot 1998, ISBN 978-83-89356-42-0.
- Europeizacja prawa karnego a standardy konstytucyjne państw członkowskich Unii Europejskiej (2009)
- Kodeks postępowania karnego. Komentarz. pod red. Jerzego Skorupki, wyd. 4. Wydawnictwo C.H. Beck 2020, ISBN 978-83-8158-935-2.
- System prawa karnego procesowego, pod red. Piotra Hofmańskiego, wyd. Wolters Kluwer (autor kilku rozdziałów).